# Edith av Wessex
Edith av Wessex, född cirka 1020, död 19 december 1075, engelsk drottning. Hon gifte sig med kung Edvard Bekännaren 1045, men fick inga barn då Edvard hade avgivit ett celibatlöfte. Vid Edvards död i januari 1066 efterträddes han av Ediths bror, Harald Godwinson.
Edith var dotter till earlen Godwin av Wessex, en av den tidens allra mäktigaste män. Hennes mor var Gytha Thorkelsdóttir dotter till Torgils Sprakalägg.